# Gerhard Caemmerer
Gerhard Caemmerer (* 12. August 1905 in Durlach; † 8. Januar 1961 in Karlsruhe) war ein deutscher Jurist und NS-Gegner.
Er setzte sich für Menschen- und Bürgerrechte ein. Um ihn entstand während der NS-Zeit ein Widerstandskreis ähnlich dem Reinhold Franks-Kreis. Gerhard Caemmerer verteidigte in seiner Laufbahn als Anwalt unter anderem Otto John, dessen Fall in der BRD und der DDR großes Aufsehen erregten.

## Leben und Wirken
Gerhard Caemmerer wurde am 12. August  1905 als erster Sohn von Erasmus und Christina Caemmerer geboren. Sein Vater, Erasmus Caemmerer, war Professor am Staatstechnikum in Karlsruhe und von Beruf Ingenieur. Gerhard Caemmerer verbrachte seine Kindheit in Durlach und wurde streng katholisch erzogen. Nach dem Besuch der Volksschule wechselte er 1915 auf das Markgrafen-Gymnasium. Am 20. März 1924 erhielt er sein Reifezeugnis und begann ein Jurastudium in Köln und Heidelberg. Seit 1924 war er Mitglied der katholischen Studentenverbindung KDStV Arminia Heidelberg. Während dieser Zeit lernte er die um zehn Jahre ältere Witwe und seine spätere Ehefrau Grete Meier kennen, welche einen Sohn, Hans Meier, aus erster Ehe mitbrachte. 1928 absolvierte er sein Referendarexamen, arbeitete dann an seiner Dissertation, die er 1931 vollendete. 1931 wurde seine Tochter Margred Caemmerer geboren. 1932 beendete er sein Studium mit dem Assessorexamen, Es folgte eine Anstellung als Assessor im Justizministerium Badens. Im Oktober 1932 heiratete er Grete Meier.
Nach der Machtübernahme der NSDAP 1933 wurde Caemmerer aus dem Justizministerium entlassen und nach Durlach ins Amtsgericht versetzt. 1933 und 1934 wurden zwei weitere Töchter geboren.
1933 verlor sein Freund und Arbeitskollege Karl Eisemann als Jude seine Anstellung im Amtsgericht. Eisemann geriet in  finanzielle Schwierigkeiten. Ab 1933 versorgte Gerhard Caemmerer ihn und andere Juden mit Lebensmitteln, ab 1939 auch mit Lebensmittelmarken.
Juni 1937 beantragte Caemmerer die Aufnahme in die NSDAP und wurde rückwirkend zum 1. Mai desselben Jahres aufgenommen (Mitgliedsnummer 4.141.866).
Mit Kriegsausbruch 1939 kam es zur Entstehung eines Widerstandskreises um Caemmerer. Informationen über die Geschehnisse in den Konzentrationslagern, an der Front und der Politik im eigenen Lande wurden ausgetauscht und Überlegungen über die Restaurierung des Landes nach Ende des NS-Regimes durchgespielt.
Am 10. Februar 1945 war eine Razzia im Wohngebiet Eisemanns geplant, bei der die übrig gebliebenen Juden Karlsruhes deportiert werden sollten. Daraufhin versteckte Caemmerer seinen Freund Eisemann bei sich, um ihn von der Deportation zu bewahren. Eisemann nahm noch zwei weitere Juden aus seinem Wohnblock in Karlsruhe mit, die sich in einer Gartenhütte am Turmberg versteckten. Um die Versorgung kümmerten sich die Kinder Caemmerers. In ihren Sammelkörben für Kräuter versteckten sie die Essenspakete und deponierten diese  unter vorher bestimmten Gebüschen in der Nähe des Verstecks. Die Lebensmittel für die Versorgung dieser drei weitere Personen erhielten sie vom Rittnert- und dem Lamprechtshof. Des Weiteren entwendete ein Ratsschreiber aus Weingarten (Baden) Lebensmittelmarken für sie. Die drei blieben zwei Monate lang in der Gartenhütte versteckt, bis am 7. April 1945 die Franzosen Durlach einnahmen.
Mit der Aufteilung Deutschlands fiel Durlach unter amerikanische Besatzung. Diese überprüfte die Bevölkerung auf ihre Mitwirkung mit dem NS-Regime, woraufhin Caemmerer als Nazi aus seinem Amt entlassen und inhaftiert wurde. Nach einem großen Aufgebot Karlsruher Persönlichkeiten, darunter die durch ihn und seine Familie versteckten Juden, wurde Caemmerer entlastet, freigelassen und wieder in den Justizdienst eingesetzt.

### Kanzleigründung
Am 2. Oktober 1947 gründete Caemmerer eine eigene Kanzlei, die schnell expandierte und heute unter dem Namen Caemmerer Lenz firmiert.
1954 übernahm die Kanzlei den Fall John. Otto John war Präsident des Bundesamtes für Verfassungsschutz und wurde des Landesverrats angeklagt. John, der verdächtigt wurde, für Ost-Berlin spioniert zu haben, wurde nach Rückkehr von einer Reise in die DDR in der BRD inhaftiert. Nach fast einem Jahr Haft begann der Prozess am Bundesgerichtshof, John wurde von Gerhard Caemmerer und dessen Stiefsohn Hans Caemmerer verteidigt.
Gerhard Caemmerer hatte auch den vom Spiegel wegen Beleidigung verklagten Stuttgarter Oberlandesgerichtspräsidenten Richard Schmid verteidigt. Der Spiegel bezeichnete Gerhard Caemmerer später als „südwestdeutschen Prominenten-Anwalt“.